# Ammophila sabulosa
Ammophila sabulosa, пешчана оса са црвеним тракама, је врста подпородице Ammophilinae из породице усамљених ловачких оса Sphecidae, које се називају и осе копаче. Пронађена широм Евроазије, паразитоидна оса је значајна по масовном понашању женки, које лови гусенице углавном по сунчаним данима, парализујући их убодом и закопавајући их у јазбину са једним јајетом. Врста је такође изванредна по мери у којој женке паразитирају на сопственој врсти, било да краду плен из гнезда других женки да би обезбедиле своја гнезда, или у паразитизму легла, уклањајући јаје друге женке и уместо тога полаже једно своје.

## Опис
Ammophila sabulosa је велика (15–25 мм или 0,59–0,98 дужине) и упечатљива усамљена ловачка оса са веома дугим уским „струком “од два сегмента. Тело је црно осим предње половине "репа", која је наранџаста. Врста се може рећи од  A. pubescens (која је мања, 12–20 мм или 0,47–0,79 дуга) пошто се струк веома постепено шири у „реп“ стомака. Образац предњих крила се такође разликује: трећа субмаргинална ћелија остварује широк контакт са ћелијом на њеном предњем делу. Друга разлика је у томе што задњи крај стомака има слаб металик плави сјај.

## Понашање
Одрасле јединке лети лете на пустари и пешчаним местима где је тло довољно мекано да женка може копати јаме. Женке су паразити, проводе велики део свог времена у лову на гусенице. Спхецидне осе могу почети проналаском измета гусенице; паразитоидне осе привлаче више супстанци, неке испарљиве, а неке не, а неиспарљиви каирохормони се налазе у секрету и фецесу гусенице. Ухваћене гусенице су увек без длаке, и углавном су то Noctuidae (сови мољци) или Грбице (геометарски мољци). Оса хвата горњу (дорзалну) страну гусенице и нагиње свој дуги стомак около испод гусенице да би је убола на доњу (вентралну) страну, паралишући је. Гусеница остаје жива, тако да ће ларве оса имати свежу храну за јело. Женка копа јаме у песковитом тлу, сваку јаму снабдева храном парализованих гусеница, и полаже једно јаје, увек на прву гусеницу која уђе у јазбину. Плен је убоден неколико пута, углавном у 2. и 3. трбушни сегмент: ова дистрибуција се може односити на положаје нервних ганглија који координирају кретање у гусеници. Јаја се полажу углавном на 3. и 4. трбушни сегмент.
Женка може да направи до десет гнезда, једно по једно (за разлику од A. pubescens где женка спрема више гнезда одједном); већина гнезда је обезбеђена са једном великом гусеницом, а остатак са две до пет мањих гусеница. У сваком случају, укупна запремина плена је отприлике 350 мм³. Свако гнездо је кратка јазбина дуга око 2,5–4,5 центиметра, са јајоликом леглом дугачком око 2–4 центиметра на крају. Рупа је запечаћена камењем, гранчицама или комадима земље, а затим прекривена песком. Женка камуфлира гнездо остацима као што су борове иглице и шљунак, осим ако површина у том подручју није голи песак. Женке су обично активне само на директној сунчевој светлости. Гнезда се скоро увек масовно обезбеђују, што значи да је потпуно опскрбљен довољном количином хране да ларва оса одведе до пупирања, а затим трајно затворен.

### Паразитизам легла
Женке често паразитирају на сопственој врсти, или краду плен (клептопаразитизам) из гнезда других женки да би обезбедиле своја гнезда, или у паразитизму легла, уклањајући јаје друге женке и уместо тога полажу једно своје. Паразитизам легла „изгледа да је јефтин и лак пут до стварања потомства“”, јер је потребно само око 30 минута да се јаја замене у постојећем гнезду, али око 10 сати да се изгради и обезбеди ново гнездо; међутим, више од 80% гнезда са паразитима у леглу је сама паразитирала од стране друге женке.

## Паразити
Ammophila sabulosa паразитирају неке друге осе укључујући Ichneumonidae Buathra tarsoleuca и Sphecidae Podalonia affinis. У Белорусији је забележен Лепезар паразит Paraxenos sphecidarum.

## Распрострањеност
Ammophila sabulosa је широко распрострањена широм Евроазије са записима из јужне половине Британије, Француске, Холандије, Немачке, Аустрије, Мађарске, Пољске, Норвешке, Шведске и Финске, јужније у Турској и Ирану, затим крећући се на исток све до руског Далеког истока, са врло мало података у Индији и Јапану.

## Таксономија
Врсту је први описао шведски таксономиста Карл фон Лине као Sphex sabulosa 1758. Род Ammophila је створио енглески природњак Вилијам Кирби 1798. 
Раније се сматрало да су следеће подврсте:
- Ammophila vagabunda F. Smith, 1856, (укључује Ammophila sabulosa solowiyofkae Matsumura, 1911, млађи синоним)
- Ammophila touareg Ed. André, 1886